# 岩本組
株式会社岩本組（いわもとぐみ）は、東京都渋谷区にある建設会社。かつては東京都北区田端に本社が所在していた。

## 概要
1933年創業の老舗建設会社。2014年に経営破綻したが、民事再生が成功したことに伴い、東京都千代田区富士見2丁目に本社を移転。その後、2019年に本社を台東区東上野4丁目に移転。代表取締役社長は古木秀明（2023年12月現在）。

## 沿革
- 1933年5月、岩本太一が東京滝野川で岩本組を創業。
- 1944年3月に株式会社化。
- 2014年5月、民事再生手続きを申請。株式会社岩本組を新設分割。

### 民事再生
最盛期の1993年12月期には売上高が150億円を超えていたが、公共工事、民間工事ともに減少した影響で減収基調が続き、2006年12月には約45億5700万円になった。さらに東日本大震災の影響から資材や人材が不足し、手掛けていた案件の工期遅れが発生。施工予定だった都営住宅の建設予定地の土壌汚染問題が発覚し、着工の遅れも重なった。とどめとなったのは警視庁宿舎の単独受注、東京都からの中学校校舎の新築工事の共同事業体受注、といった大型公共事業を無理に採算ギリギリの形で落札したことであった。建設・サービス業界の人手不足が想定の範囲以上に深刻度を増して、この2つの公共事業によって。合計落札価格の15億円を7億円オーバーする22億円の費用を費やす格好となった。2013年12月期には最終赤字が6億円となり、2014年春には「支払い延期要請が出た」「値引き要請している」などの風評が取引先に伝わるようになり、同年5月に経営破綻となった。負債総額は約21億4800万円であった。
1度目の民事再生法適用で弁済すべき再生債権が3億5000万円にまで減額されていたが、6月30日の弁済資金のショートによって2度目の経営破綻。負債額は再生債権を含めて41億1300万円であった。その後、夢真ホールディングスがスポンサーとなり、民事再生に成功。夢真ホールディングスの子会社となる。それに伴い、東京都千代田区に本社を移転。2015年6月1日付で権利は有限会社佐藤総合企画に株式譲渡。夢真上場時のＣＦＯの千々岩典久氏の関係で2018年9月25日付で株式会社プレミアムバリューバンク（現　株式会社エボルゾーン）の子会社となる。2023年7月14日付で上場企業の株式会社フェイスネットワークに株式譲渡。